# Drame de Artsaque
O Drame de Artsaque (em armênio/arménio:  Արցախյան դրամ) é uma unidade monetária da República de facto independente de Artsaque. Embora tenha curso legal, não é tão amplamente utilizado quanto o dram armênio.